# Yoshiko (kejsarinna)

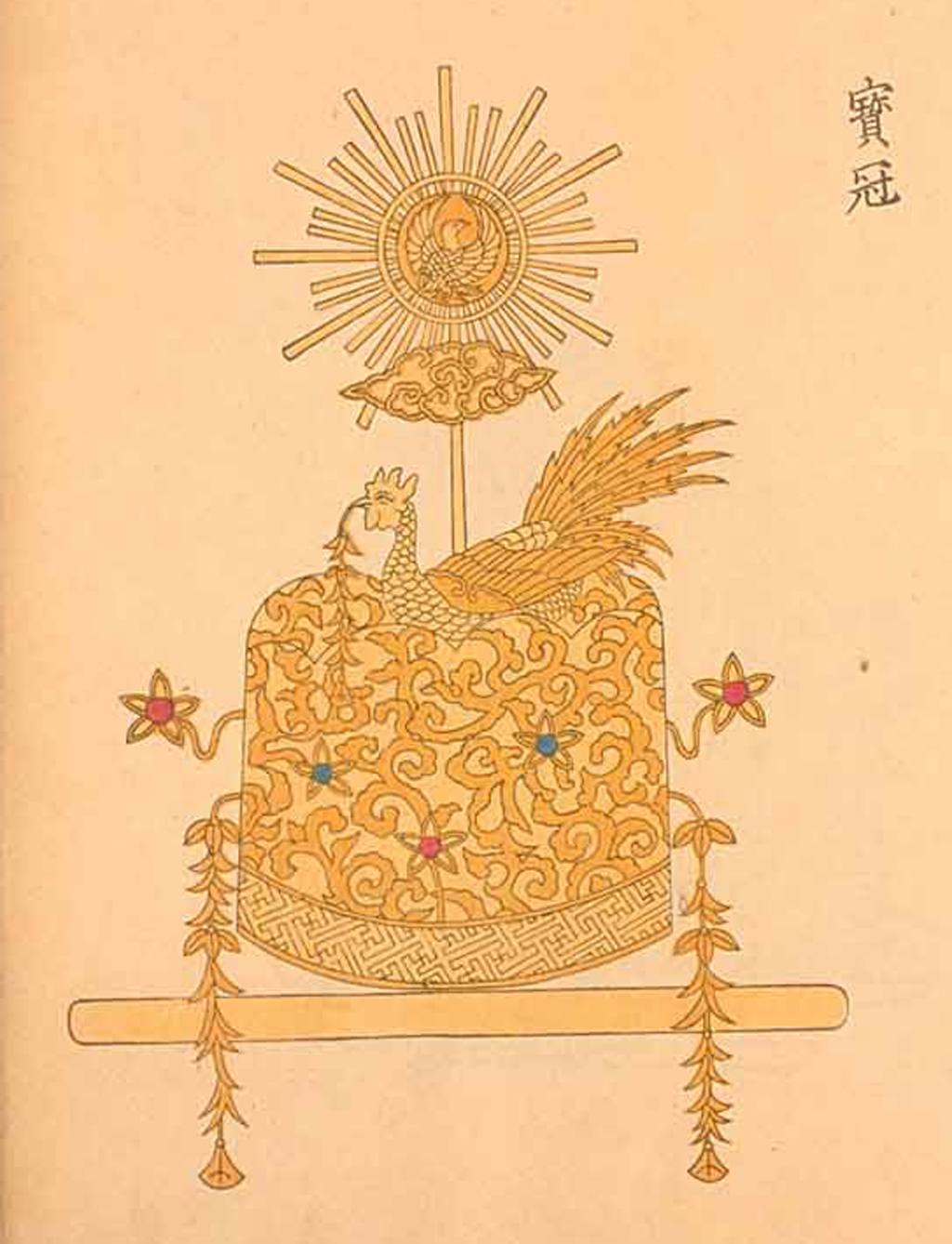
Avbildning av en japansk kejsarinnekrona (1840).

Yoshikō Naishinnō, född 1779, död 1846, var en japansk prinsessa, kejsarinna och änkekejsarinna. Hon var dotter till kejsar Go-Momozono av Japan och gift med sin adoptivbror kejsar Kokaku av Japan. 

## Biografi
Yoshiko var det enda barnet till kejsar Go-Momozono och Konoe Koreko. Hennes far dog år 1780 då hon var tio månader gammal. Strax före sin död hade exkejsarinnan Go-Sakuramachi och hennes rådgivare övertalat honom att adoptera sin släkting, prins Morohito, till tronarvinge. Morohito trolovades sedan med Yoshiko av Go-Sakuramachi, och besteg sedan tronen som kejsar Kōkaku. Vid 15 års ålder blev Yoshiko kejsarinna. Hon blev den första kejsarinnan på över åttio år. Hon fick två söner: Masuhito (15 februari 1800 - 27 april 1800) och Toshihito (25 februari 1816 - 14 mars 1821). Hon blev adoptivmor till sin makes son med en hovdam, den blivande kejsar Ninko. 
År 1816 abdikerade Kōkaku och Ninko blev kejsare. Ninko gav Yoshiko titeln änkekejsarinna, den första gången en levande person i Japan hade fått titeln sedan år 1168. Efter makens död 1841 gick Yoshiko i kloster som buddhistnunna.       